# Эпизод с новой девушкой Росса
«Эпизод с новой девушкой Росса» (англ. The One with Ross's New Girlfriend) — двадцать пятый эпизод сериала «Друзья» и первая серия второго сезона, транслируемого на канале NBC. Впервые показан 21 сентября 1995 года.
Росс возвращается из Китая с новой девушкой, что очень огорчает Рэйчел, так как она была готова рассказать ему о своих чувствах. Фиби демонстрирует отличные навыки стрижки, но путает стили и делает Монике ужасную причёску. Портной Джоуи лапает Чендлера.
Эпизод занимает 215 место среди всех 236-ти серий сериала.

## Сюжет
Серию открывает короткая предыстория отношений Росса и Рэйчел из первого сезона, рассказываемая Фиби перед камерой.
Рэйчел с нетерпением ожидает Росса в аэропорту, однако он выходит из самолета с девушкой в обнимку. Рэйчел в панике стремится убежать, но падает и расшибает лоб до крови; Росс замечает её. Они приезжают домой и Росс знакомит всех со своей новой девушкой — Джули, они учились вместе в аспирантуре и теперь встретились на раскопках в Китае. Моника замечает новые прически Чендлера и Джоуи, оказывается это постаралась Фиби.
На следующий день, в кофейне, Рэйчел требует от Чендлера поговорить с Россом, ведь это именно он рассказал ей о чувствах Росса. Росс благодарит Чендлера, за совет отпустить Рэйчел и рассказывает ему, что ему очень хорошо с Джули.
В квартире Моники все смотрят сумо по телевизору. Моника просит Фиби сделать ей красивую прическу, но так категорически отказывается, так как Моника слишком любит все контролировать. Приходит Чендлер и просит подыскать портного. Джоуи предлагает ему своего семейного портного Френки: он шьёт для него уже 12 лет. Росс разговаривает по телефону с Джули, Рэйчел становится невольным свидетелем их милого прощания (когда влюблённые не могут определится, кто должен повешать трубку первым), она не выдерживает и выключает телефон сама. Расстроенная романом Росса, она идет к остальным друзьям и изливает им душу.
На следующее утро из спальни Рэйчел выходит её бывший, Пауло: они встретились прошлым вечером и расстроенная Рэйчел решила с ним снова переспать. Приходит Росс и Джули, Росс встречает Пауло и вновь начинает ревновать.
Монике удается убедить Фиби постричь её, но процесс не ладится, так как она ожидала другого: Моника хотела прическу Деми Мур из «Разоблачения», «Непристойного предложения» и «Привидения», а Фиби перепутала с Дадли Муром из «Артура» и «Десятки». Теперь волосы Моники испорчены и она впала в депрессию.
На встрече с портным Чендлер осознает, что Френки довольно фривольно снимает мерки с его брюк; он приходит к Джоуи и сообщает, что портной его облапал. Джоуи утверждает, что так всегда снимают мерки, однако Росс двусмысленно намекает, что так снимают мерки только в тюрьме. Ошеломлённый Джоуи звонит отцу и разоблачает Френки.
Рэйчел хочет поговорить с Россом, но тот рассказывает, как ему хорошо с Джули и она отступает.
Джули просит Фиби сделать её прическу как у Энди Макдауэлл (из «Четыре свадьбы и одни похороны»); чтобы быть уверенной в стиле, Фиби переспрашивает у Рэйчел, но та, дабы насолить Джули, говорит, что это как у Родни Макдауэлл (из «Планеты обезьян»).

## В ролях

### Основной состав
- Дженнифер Энистон — Рэйчел Грин
- Кортни Кокс — Моника Геллер
- Лиза Кудроу — Фиби Буффе
- Мэтт Леблан — Джоуи Триббиани
- Мэттью Перри — Чендлер Бинг
- Дэвид Швиммер — Росс Геллер

### Эпизодические роли
- Лорен Том — Джули;
- Козимо Фузко — Пауло;
- Бак Картальян — портной Френки.

## Приём
В оригинальном эфире этот эпизод посмотрели 32,1 миллиона зрителей.
В рейтинге Digital Spy среди всех 236-ти серий, эта занимает 215 место.